# Клод Косет
Клод Косет (1937 г.) е канадски писател от Квебек, специалист в областта на рекламата. Преди всичко е познат с рекламната агенция, която основава през 1964 и която носи неговото име – Cossette Communication Marketing.

## Биография
Син на обущар, на дванадесет годишна възраст, той осъзнава, че има талант да рисува. Няколко години по-късно започва да следва висше образование в Йезуитския колеж в Квебек, но поради липса на достатъчно финансови средства, след първата година се записва в Малката семинария в Квебек.
За да финансира обучението си започва работа в обущарницата на баща си. Успехът, който изживява търговската дейност на баща му, мотивира търговците в съседство да ползват услугите му. Косет работи също и като ваксаджия на обувки, професия, която е била добре платена.
Напуска Семинарията, за да се запише в Училището за изящни изкуства в Квебек. След като завършва и взема диплома, започва кариерата си в областта на рекламата с работа в агенцията Payeur Publicité.
Клод Косет получава диплома от университета в Лавал в областта на маркетинга и администрацията. Заминава за Франция заедно със съпругата си и детето си. В Париж учи във Висшето училище за изкуства и графична индустрия – Estienne, откъдето също получава диплома.
След като се завръща от Франция, той създава медийна агенция, с име Claude Cossette Graphiste. Въпреки че тарифите за услугите му са високи, агенцията му се развива, защото през 60 те години, Квебек изживява една тиха революция на значително икономическо развитие.
През 1966 г., продължавайки да работи за своята агенция, която вече се казва Cossette+Associés Graphistes Conseils, той подписва договор с MacLaren, най-голямата рекламна агенция по това време в Канада, на която става художествен директор.
През 1972 г., въпреки че се радва на завидна репутация, финансовото състояние на предприятието е несигурно. За да оздрави предприятието, Косет се сдружава с петима от своите кадри. Предприятието се казва Cossette Communication Marketing и той става негов президент.
Първите големи рекламни кампании, които организира агенцията са за Daisy Fresh, Renault (включит. тази на Chameau с Robert Charlebois като звезда), Desjardins, след това Provigo, MacDonald's и т.н.
През 1982 г. Косет напуска президентския пост на Cossette Communication Marketing. Постепенно Groupe Cossette Communication се превръща в най-голямата от този вид агенции в Квебек. Сега Groupe Cossette Communication притежава представителства в много държави.
След това той заема длъжността професор по обществена реклама в департамента по информация и комуникация на университета в Лавал. Преподавател новатор, той замисля телевизионни предавания, създава киностудио-стаж, довършва ComViz, първият университетски франкофонски курс, излъчван изцяло по Интернет. Той също е взел участие в група, която е направила превод на Библията на жуал, един диалект от Квебек.
През 1988 г. е награден със златен медал, най-високата награда на канадската рекламна индустрия. Награден е и с наградата за комуникация на Квебек „за цялата си дейност, като теоретик и практик в областта на комуникациите и рекламата“. Награждаван е също много пъти с наградата Prix coq du Publicité-Club.